# Grote Prijs van de Morbihan 2025
De 48e editie van de Grote Prijs van de Morbihan werd verreden op 10 mei 2025. De 130 deelnemers moesten een parcours van 190 kilometer in en rond Plumelec afleggen. De wedstrijd maakte deel uit van de UCI ProSeries, met de categorie 1.Pro, en de Coupe de France. De Fransman Benoît Cosnefroy won voor de tweede maal op rij, voor zijn landgenoten Kévin Vauquelin en Clément Venturini.

## Uitslag
| Plaats  | Naam               | Ploeg                             | tijd     |
| ------- | ------------------ | --------------------------------- | -------- |
| Winnaar | Benoît Cosnefroy   | Decathlon AG2R La Mondiale        | 4u32'35" |
| 2       | Kévin Vauquelin    | Arkéa-B&B Hotels                  | z.t.     |
| 3       | Clément Venturini  | Arkéa-B&B Hotels                  | z.t.     |
| 4       | Thomas Silva       | Caja Rural-Seguros RGA            | z.t.     |
| 5       | Pau Miquel         | Kern Pharma                       | z.t.     |
| 6       | Emilien Jeannière  | TotalEnergies                     | z.t.     |
| 7       | Francisco Peñuela  | Caja Rural-Seguros RGA            | z.t.     |
| 8       | Joel Nicolau       | Caja Rural-Seguros RGA            | z.t.     |
| 9       | Fernando Barceló   | Caja Rural-Seguros RGA            | z.t.     |
| 10      | Rúben Guerreiro    | Movistar                          | z.t.     |
| 11      | Nicolas Breuillard | St Michel-Preference Home-Auber93 | z.t.     |
| 12      | Jesús Herrada      | Cofidis                           | z.t.     |
| 13      | Milan Menten       | Lotto                             | z.t.     |
| 14      | Fredrik Dversnes   | Uno-X Mobility                    | + 4"     |
| 15      | Brieuc Rolland     | Groupama-FDJ                      | z.t.     |
| 16      | Tom Donnenwirth    | Groupama-FDJ                      | z.t.     |
| 17      | Rasmus Tiller      | Uno-X Mobility                    | z.t.     |
| 18      | Axel Mariault      | CIC-U-Nantes                      | z.t.     |
| 19      | David González     | Q36.5                             | z.t.     |
| 20      | Sergio Meris       | Unibet Tietema Rockets            | z.t.     |
|         |                    |                                   |          |
| 27      | Huub Artz          | Intermarché-Wanty                 | z.t.     |

Ronde van Valencia ·
Ronde van Oman ·
Clásica de Almería ·
Figueira Champions Classic ·
Ronde van de Algarve ·
Ruta del Sol ·
Ardèche Classic ·
Drôme Classic ·
Kuurne-Brussel-Kuurne ·
Trofeo Laigueglia ·
Nokere Koerse ·
Milaan-Turijn ·
GP Denain ·
Bredene Koksijde Classic ·
Grote Prijs Miguel Indurain ·
Ronde van Hainan ·
Scheldeprijs ·
Brabantse Pijl ·
Ronde van de Alpen ·
Ronde van Turkije ·
Grote Prijs van Plumelec ·
Tro Bro Léon ·
Klassiek Duinkerke-GP van de Hauts-de-France ·
Vierdaagse van Duinkerke ·
Ronde van Hongarije ·
Veenendaal-Veenendaal ·
Antwerp Port Epic ·
Boucles de la Mayenne ·
Ronde van Noorwegen ·
Ronde van Slovenië ·
Brussels Cycling Classic ·
Dwars door het Hageland ·
Mont Ventoux Dénivelé Challenge ·
Ronde van België ·
Ronde van het Qinghaimeer ·
Ronde van Wallonië ·
Ronde van Burgos ·
Arctic Race of Norway ·
Ronde van Denemarken ·
Circuit Franco-Belge ·
Ronde van Duitsland ·
Ronde van Groot-Brittannië ·
Maryland Cycling Classic ·
GP Industria & Artigianato-Larciano ·
Coppa Sabatini ·
Grote Prijs van Fourmies ·
Grote Prijs van Wallonië ·
Ronde van Luxemburg ·
Super 8 Classic ·
Ronde van Langkawi ·
Ronde van het Münsterland ·
Ronde van Emilia ·
Coppa Bernocchi ·
Ronde van de Drie Valleien ·
Ronde van Piemonte ·
Ronde van het Taihu-meer ·
Parijs-Tours ·
Ronde van Veneto ·
Japan Cup ·
Veneto Classic